# Micropselapha filiformis
Micropselapha filiformis is een vliegensoort uit de familie van de drekvliegen (Scathophagidae). De wetenschappelijke naam van de soort is voor het eerst geldig gepubliceerd in 1846 door Johan Wilhelm Zetterstedt.